# Jeon Bo-ram
Jeon Bo-ram (kor. 전보람), pseud. Boram (kor. 보람,  ur. 22 marca 1986 w Seulu) – południowokoreańska piosenkarka, aktorka oraz była członkini grupy T-ara.

## Życiorys

### 1986-2008: Wczesne życie
Jeon Bo-ram urodziła się 12 marca 1986 roku. Jej ojcem jest Jeon Young-rok, który był niezwykle popularnym piosenkarzem w Korei Południowej w latach 70. i 80. Jej matką jest znana aktorka Lee Mi-young. Jej młodsza siostra, Woo-ram, jest członkinią koreańskiej grupy D-Unit.
Boram studiowała na Uniwersytecie Myongji na Wydziale Teatru i Sztuk Wizualnych, na tym samym roku co inna członkini grupy, Qri.

### 2008-2009: Początki kariery
Przed swoim debiutem w zespole T-ara, Boram wydała jeden singel i album: "Lucifer Project Vol 1. 愛" ukazał się w kwietniu 2008 r., a "From Memory" w listopadzie 2008 r.

### 2009–2017: T-ara
Boram była pierwszą z trzech nowych członkiń, które doszły do grupy po odejściu Jiae i Jiwon przed oficjalnym debiutem zespołu w połowie 2009 roku. Dyrektor generalny Core Contents Media skontaktował się z nią po obejrzeniu choreografii w wykonaniu Boram do utworu My Name BoA.
15 lipca 2010 roku zostało ogłoszone, że przejmie stanowisko Eunjung jako liderki T-ary. Pełniła tę funkcję do lipca 2011 roku, kiedy to przeszła ona na inną członkinię zespołu, Hyomin.
W 2010 roku zagrała w jednym odcinku filmu Purple Heeled Grim Reaper is Coming stacji KBS.
6 marca 2017 roku MBK Entertainment zapowiedziało, że ostatni album T-ary w sześcioosobowym składzie ukaże się w maju. Boram i Soyeon zdecydowały nie odnawiać kontraktu z agencją, a pozostałe członkinie przedłużyły kontrakty do grudnia 2017 roku. 7 maja MBK Entertainment ujawniło, że plany grupy uległy zmianie i zespół zostanie rozwiązany po wydaniu płyty, której premiera została przesunięta na czerwiec 2017 roku. Boram i Soyeon nie uczestniczyły w jego nagraniu z powodu wygaśnięcia ich umowy. Ostatni występ T-ary w sześcioosobowym składzie odbył się 13 maja podczas koncertu na Tajwanie.

## Filmografia

### Seriale
| Rok  | Tytuł                               | Rola              | Stacja telewizyjna |
| ---- | ----------------------------------- | ----------------- | ------------------ |
| 2009 | Soul                                | Shin So-yi        | MBC                |
| 2010 | God of Study                        | cameo             | KBS                |
| 2010 | Purple Heeled Grim Reaper is Coming | Ami (rola główna) | KBS                |

### Filmy
| Rok  | Tytuł                     | Rola  |
| ---- | ------------------------- | ----- |
| 2002 | The Romantic President    | Cameo |
| 2010 | Death Bell 2: Bloody Camp | Cameo |
| 2011 | Gisaeng Ghost             | Cameo |

### Programy rewiowe
| Rok  | Tytuł                     | Stacja telewizyjna |
| ---- | ------------------------- | ------------------ |
| 2009 | Radio Star                | MBC                |
| 2009 | Star King                 | SBS                |
| 2010 | Star Golden Bell          | KBS                |
| 2010 | Taxi                      | tvN                |
| 2010 | Star King                 | SBS                |
| 2010 | You Hee-yeol's Sketchbook | KBS                |
| 2010 | Dream Girls               | Mnet               |
| 2010 | T-ara's Hello Baby        | KBS                |
| 2010 | Bouquet                   | MBC                |
| 2011 | Star King                 | SBS                |
| 2011 | WIn Win                   | KBS2               |
| 2011 | Challenge 1000 Song       | KBS2               |
| 2011 | 1 vs. 100                 | KBS                |
| 2012 | Everyone's Weekly Idol    | MBC                |
| 2012 | Naughty Boys              | JTBC               |
| 2013 | SimSimTaPa                | MBC                |
| 2013 | Hello Counselor           | KBS                |